# Bechstedt
Bechstedt là một đô thị thuộc huyện Saalfeld-Rudolstadt, trong bang Thüringen, nước Đức. Đô thị Bechstedt có diện tích 3,46 km².